# Saltipedis (Spinosaltipedis) puertoricensis
Saltipedis (Spinosaltipedis) puertoricensis is een naaldkreeftjessoort uit de familie van de Parapseudidae. De wetenschappelijke naam van de soort is voor het eerst geldig gepubliceerd in 2010 door Morales-Núñez, Heard & Alfaro.